# Червоний, Василий Михайлович
Васи́лий Миха́йлович Червони́й (укр. Василь Михайлович Червоній, при рождении — Дзюбук; 17 августа 1958, Погореловка, Ровенская область — 4 июля 2009, Клевань, Ровненская область) — украинский политический и церковный деятель, народный депутат Украины первых четырёх созывов, депутат Ровенского областного совета (2006—2009), глава Ровненской областной государственной администрации (2005—2006), активист организации прихожан Украинской православной церкви Киевского патриархата.

## Биография

### Ранние годы
Родился 17 августа 1958 года в селе Погореловка (ныне Полесское) Ровенской области. По национальности украинец, по вероисповеданию православный.
Окончил в 1975 году Грушковскую среднюю школу Ульяновского района Кировоградской области.
В 1981 году окончил химико-технологический факультет Киевского политехнического института (специальность «Основные процессы химического производства и химическая кибернетика») по специальности «инженер-химик-технолог».
С 1981 по 1991 год работал инженером АСУВ, старшим аппаратным работником цеха Ровненского завода азотных удобрений.

### Гражданская и политическая деятельность
В 1988 году стал организатором первого в Ровненской области филиала Общества украинского языка имени Т. Г. Шевченко, а через год также стал инициатором создания первого отделения Народного руха Украины. С 1991 по 1999 год занимал должность главы Ровненской областной организации Народного руха, члена Президиума Центрального отделения Народного руха (с 1997 по 1999) и главы Ровненской областной организации Украинской народной партии (с 1999 по 2008 годы). Уже после провозглашения независимости Украины сменил дату рождения в паспорте с 17 августа на 24 августа (День независимости Украины).
Был депутатом Ровненского областного совета первого и шестого созывов (1990 и 2006 годы соответственно), а также народным депутатом Верховной Рады первых четырёх созывов. Состоял в комитетах по делам обороны и государственной безопасности, по делам законодательного обеспечения правозащитной деятельности и борьбы с организованной преступностью и коррупцией. На президентских выборах 2004 года поддерживал Виктора Ющенко.
С февраля 2001 года также был членом специального совета гражданской инициативы «Форум национального спасения». С 4 февраля 2005 по 18 мая 2006 года занимал должность главы областной государственной администрации. С 2008 года возглавлял фракцию Украинской народной партии в Ровненском областном совете. Имел звание кошевого атамана организации Украинского казачества «Волынская Сечь». Баллотировался на городского голову Ровно, однако проиграл выборы Владимиру Хомку, набрав 16 % голосов против 32 %.
Являлся членом президиума Федерации мотоспорта Украины и президентом профессионального спортивного мотоклуба «Волынь-Мотор-Сечь».

### Церковная деятельность
В начале 1990-х был инициатором и участником насильственных захватов храмов канонической Украинской православной церкви.
Являлся членом Высшего церковного совета Православной церкви Украины (ПЦУ) Киевского патриархата и старостой Свято-Покровского кафедрального собора, построенного под его руководством.

### Политические взгляды
Придерживался националистических взглядов. Его поддержка ПЦУ Киевского патриархата вызывала возмущения среди прихожан УПЦ Московского патриархата. Активно протестовал против идеи «русского мира» и визита Патриарха Московского и всея Руси Кирилла.

### Гибель
4 июля 2009 года отправился с коллегами на рыбалку близ села Деражное Костопольского района Ровненской области. Около 12:00 пошёл дождь, началась гроза. Червоний не успел укрыться, и в него ударила молния. Пострадавший был доставлен в реанимационное отделение Ровенской районной больницы (поселок Клевань), но спасти его не удалось. Похоронен Василий Червоний во дворе Покровского собора.

## Награды
- Орден Свободы (18 ноября 2009, посмертно) — за значительный личный вклад в отстаивание национальной идеи, становление и развитие украинского независимого государства и активную политическую и общественную деятельность[7]
- Орден Христа Спасителя
- Орден святого равноапостольного великого князя Владимира УПЦ КП I и II степеней
- Орден Архистратига Михаила
- Почётная грамота Министерства Украины по делам чрезвычайных ситуаций и защите населения от последствий Чернобыльской катастрофы.

## Личная жизнь
После его смерти осталась вдова с младшей дочерью и сын от первого брака